# Kyrkbyåsen
Kyrkbyåsen är ett naturreservat i Hallstahammars kommun i Västmanlands län.
Området är naturskyddat sedan 1975 och är 8 hektar stort. Reservatet omfattar åsen med detta namn väster om Kolbäcksån. Det består avligger vid en nordlig vik av Mälaren och består av äldre tallar och några äldre ekar.